# استان لودی
استان لودی (به ایتالیایی: Provincia di Lodi) یکی از استان‌های ایتالیا در ناحیهٔ لمباردی در شمال آن کشور است که در ۶ مارس ۱۹۹۲ تأسیس گردیده و مرکز آن شهر لودی است.
این استان در شمال خود با استان میلان، در شرق با استان کریمونا، در غرب با استان پاویا و در جنوب با استان پیاچنزا در ناحیهٔ امیلیا رومانای ایتالیا هم‌مرز است.

## شهرستان‌ها
استان لودی مساحتی برابر با ۷۸۲ کیلومتر مربع را شامل می‌شود و ۶۱ شهرستان یا کمونه (درجمع کمونی) دارد که مهمترین آنها از نظر جمعیتی (برپایهٔ سرشماری سال ۲۰۰۵) به‌ترتیب زیر است:
| شهرستان                | جمعیت  |
| ---------------------- | ------ |
| لودی                   | ۴۲٬۶۹۹ |
| کودونگو                | ۱۵٬۰۵۶ |
| کاسالپوستِرلِنگو         | ۱۴٬۶۳۹ |
| سنت آنجلو لودیجانو     | ۱۲٬۶۹۰ |
| لودی وِکیو              | ۷٬۲۲۰  |
| زِلو بون پِرسیکو         | ۶٬۰۰۷  |
| تاواتزانو کون ویلاوِسکو | ۵٬۳۷۳  |
| مولاتزانو              | ۵٬۲۸۵  |
| کاستیونه دادا          | ۴٬۸۷۴  |